# Список млекопитающих Восточного Тимора
Это список видов млекопитающих, зарегистрированных в Восточном Тиморе.
Следующие теги используются для выделения статуса сохранения каждого вида по оценке МСОП:
- — вымершие в дикой природе виды
- — исчезнувшие в дикой природе, представители которых сохранились только в неволе
- — виды на грани исчезновения (в критическом состоянии)
- — виды под угрозой исчезновения
- — уязвимые виды
- — виды, близкие к уязвимому положению
- — виды под наименьшей угрозой
- — виды, для оценки угрозы которым не хватает данных.

## Подкласс:Звери

### Инфракласс:Плацентарные

#### Отряд:Сирены
- Семейство: Дюгоневые
  - Род: Дюгонь
    - Дюгонь, Dugong dugon

#### Отряд:Приматы
- Подотряд: Сухоносые приматы
  - Инфраотряд: Обезьянообразные
    - Парвотряд: Узконосые обезьяны (Обезьяны Старого Света)
      - Надсемейство: Мартышкообразные
        - Семейство: Мартышковые
          - Подсемейство: Мартышковые
            - Род: Макаки
              - Макак-крабоед, Macaca fascicularis

#### Отряд:Грызуны
- Подотряд: Supramyomorpha
  - Семейство: Мышиные
    - Подсемейство: Мышиные
      - Род: Крысы
        - Тиморская крыса, Rattus timorensis

#### Отряд:Рукокрылые(летучие мыши)
- Семейство: Подковогубые
  - Род: Подковогубы
    - Тиморский листонос, Hipposideros crumeniferus
- Семейство: Крылановые
  - Подсемейство: Pteropodinae
    - Род: Ацеродоны
      - Ацеродон Маклота, Acerodon mackloti 

    - Род: Летучие лисицы
      - Серая летучая лисица, Pteropus griseus 
      - Ломбокская летучая лисица, Pteropus lombocensis 
      - Гигантская летучая лисица, Pteropus vampyrus 

  - Подсемейство: Cynopterinae
    - Род: Коротконосые крыланы
      - Малайский коротконосый крылан, Cynopterus brachyotis [2]
      - Зондский коротконосый крылан, Cynopterus nusatenggara 
      - Индонезийский коротконосый крылан, Cynopterus titthaecheilus 

  - Подсемейство: Cynopterinae
    - Род: Голоспинные крыланы
      - Молуккский голоспинный крылан, Dobsonia moluccensis 
      - Крылан Перона, Dobsonia peronii 

  - Подсемейство: Macroglossinae
    - Род: Длинноязыкие крыланы
      - Малый длинноязыкий крылан, Macroglossus minimus 

  - Подсемейство: Nyctimeninae
    - Род: Трубконосые крыланы
      - Большеголовый трубконосый крылан, Nyctimene cephalotes  возможно искоренен
      - Nyctimene keasti 

  - Подсемейство: Rousettinae
    - Род: Пещерные крыланы
      - Пещерный крылан, Eonycteris spelaea 

    - Род: Летучие собаки
      - Летучая собака Жоффруа, Rousettus amplexicaudatus
- Семейство: Подковоносые
  - Подсемейство: Rhinolophinae
    - Род: Подковоносы
      - Восточный подковонос, Rhinolophus euryotis 
      - Кейский подковонос, Rhinolophus keyensis 
      - Гигантский подковонос, Rhinolophus luctus 
      - Филиппинский подковонос, Rhinolophus philippinensis

#### Отряд:Двурезцовые сумчатые
- Подотряд: Phalangeriformes
  - Семейство: Поссумы
    - Подсемейство: Phalangerinae
      - Триба: Phalangerini
        - Род: Кускусы
          - Пушистый кускус, Phalanger orientalis

#### Отряд:Насекомоядные
- Подотряд: Землеройкообразные
  - Семейство: Землеройковые
    - Подсемейство: Белозубочьи
      - Род: Белозубки
        - Большая яванская белозубка, Crocidura maxi 
        - Горная белозубка, Crocidura monticola 
        - Светлая белозубка, Crocidura tenuis 

      - Род: Многозубки
        - Домовая многозубка, Suncus murinus

#### Отряд:Парнокопытные
- Семейство: Оленевые
  - Подсемейство: Cervinae
    - Род: Rusa
      - Гривистый замбар, Rusa timorensis